# 熊本県立天草東高等学校
熊本県立天草東高等学校（くまもとけんりつ あまくさひがしこうとうがっこう, Kumamoto Prefectural Amakusa Higashi High School）は、熊本県天草市に所在した公立の高等学校。略称は「東高」。
2010年（平成22年）4月に熊本県立大矢野高等学校、熊本県立松島商業高等学校と統合し、熊本県立上天草高等学校が開校した。2012年（平成24年）3月31日に閉校した。

## 設置学科
- 普通科

## 所在地
- 〒861-7203 熊本県天草市有明町大浦1806

## 概要
歴史
1972年（昭和47年）に熊本県立天草高等学校有明分校として開校。1974年（昭和49年）に分離・独立し、現校名となった。2009年（平成21年）に創立35周年を迎えた。
学区
県南学区（八代市、水俣市、人吉市、天草市、上天草市、葦北郡、球磨郡、八代郡、天草郡）
校章
校名の「天草東」を図案化したもの。中央に「高」の文字（旧字体）を配している。
校歌
作詞は堀川喜八郎、作曲は小田原満による。3番まであり、各番に校名の「天草東高校」が登場する。

## 沿革
- 1972年（昭和47年）4月1日 - 「熊本県立天草高等学校有明分校」が開校。
- 1974年（昭和49年）4月1日 - 天草高等学校から分離し、「熊本県立天草東高等学校」（現校名）として独立。
- 2010年（平成22年）4月1日 - 熊本県立大矢野高等学校、熊本県立松島商業高等学校と統合し、熊本県立上天草高等学校が開校。
- 2012年（平成24年）3月31日 - 閉校。

## 学校行事
3学期制
1学期
- 4月 - 新任式、始業式、全校集団宿泊研修（阿蘇）朝読書開始、体力テスト、天草地区体育大会
- 5月 - 体育祭、家族に感謝週間、育友会（PTA）総会、ボランティアデー、中間考査
- 6月 - 熊本県高校総体・総合文化祭、お仕事体験フェア、企業との交流会、期末考査
- 7月 - 期末考査、全校集会、終業式

2学期
- 9月 - 始業式、実力テスト、家族に感謝週間、ボランティアデー、就職試験開始
- 10月 - 中間考査、天草東高校創立記念日（9日）、ボランティアデー、文化祭
- 11月 - くまもと教育の日、学年別保護者会、自動車学校入校開始、ボランティアデー
- 12月 - 期末考査、クリーンアップ大作戦、人権教育講演会、大浦ふれあい祭り、パソコン教室開放講座、ボランティアデー、老岳登山マラソン大会、終業式

3学期
- 1月 - 始業式、実力テスト、校内百人一首大会、大学入試センター試験、ボランティアデー、3年学年末考査
- 2月 - 3年家庭学習開始
- 3月 - 同窓会入会式、卒業式、修了式（閉校式）

## 部活動
体育系
- 野球部
- バドミントン部
- バレーボール部
- テニス部
- 陸上部

文化系
- 写真コース
- 書道コース
- 華道コース
- パソコン部

## 交通アクセス
最寄りのバス停
- 九州産交バス あまくさ号 「天草東高前（現：大浦）」バス停

最寄りの道路
- 国道324号

## 周辺
- 大浦郵便局